# Ханан
Ханан или Канан (арап. كَنْعَانُ) била је семитска цивилизација и регија на подручју старог Блиског истока током касног 2. миленијума п. н. е. Назив Ханан јавља се у Библији, гдје одговара Леванту, нарочито областима у јужном дијелу Леванта, која представљају мјеста радње главнине библијске приче: првенствено Феникија, Филистеја и Земља Израел.
Ријеч Хананци (Кананци) служи као израз који обухвата сво старосједелачко становништво — и насељене и номадско-пастирске групе — широм регије Јужног Леванта или Ханана (Канана). То је убједљиво најчешће коришћени етнички појам у Библији. У Књизи Исуса Навина, Хананци се налазе на списку народа које треба истријебити, а касније су описани као група који су Израелићани уништили. Библиста Марк Смит примјећује да археолошки подаци сугеришу „да се израелска култура у великој мјери преклапала и произлазила из хананске културе… укратко, израелска култура је углавном била хананске природе”. Назив Хананци потврђен је, много вијекова касније, као ендоним народа који су стари Грци од око 500. године п. н. е. познавали као Феничене, а након емиграције Хананаца у Картагину (основана у 9. вијеку п. н. е.), за самоозначавање су користили Пуни (као Чанани) из сјеверне Африке током касне антике.
Ханан је имао велики геополитички значај у Амарнском периоду касног бронзаног доба (14. вијек п. н. е.) као подручје гдје су се укрштале сфере утицала египатске, хетитске, митанске и асирске државе. Многа савремена сазнања о Ханану потичу од археолошких ископавања на овом подручју, тачније на локалитетима Хазор, Мегидо, Ен Есур и Гезер.